# Oscar Lino Lopes Fernandes Braga
Oscar Lino Lopes Fernandes Braga (* 30. September 1931 in Malanje; † 26. Mai 2020 in Benguela) war ein angolanischer Geistlicher und römisch-katholischer Bischof von Benguela.

## Leben
Oscar Lino Lopes Fernandes Braga empfing nach seiner theologischen Ausbildung am Diözesanseminar in Malanje am 26. Juli 1964 die Priesterweihe.
Papst Paul VI. ernannte ihn am 20. November 1974 zum Bischof von Benguela. Der Erzbischof von Luanda, Manuel Nunes Gabriel, spendete ihm am 2. Februar des nächsten Jahres die Bischofsweihe; Mitkonsekratoren waren Eduardo André Muaca, Bischof von Malanje, und Zacarias Kamwenho, Weihbischof in Luanda. 2003/2004 war er Apostolischer Administrator des Bistums Huambo (Angola).
Am 18. Februar 2008 nahm Papst Benedikt XVI. sein aus Altersgründen vorgebrachtes Rücktrittsgesuch an.